# Samsung Galaxy Fit (smartphone)
O Samsung Galaxy Fit S5670 é um smartphone fabricado pela Samsung que utiliza o sistema operativo Android de código aberto.
Foi anunciado no Mobile World Congress de 2011 como um dos quatro smartphones de gama baixa da Samsung, juntamente com o Galaxy Ace, o Galaxy Gio e o Galaxy Mini.

## Caraterísticas principais[3][4]
- Ecrã tátil capacitivo multi-toque
- Suporte GSM de banda quádrupla e 3G de banda dupla
- HSDPA de 7,2 Mbit/s
- Ecrã tátil TFT QVGA de 3,3 polegadas (84 mm) e 65K cores
- Sistema em chip Qualcomm Snapdragon S1 MSM7227[5][6]
- CPU ARMv6 (ARM11) 600 MHz
- GPU Adreno 200
- 286 MB DE RAM
- 160 MB de armazenamento interno, ranhura MicroSD hot-swappable, cartão de 2 GB incluído
- Sistema operativo Android v2.2.1 (Froyo) com TouchWiz v3.0 UI, atualizável para v2.3 (Gingerbread)
- Câmara de 5 MP com focagem automática e geo-tagging
- Recetor GPS com A-GPS
- Rádio FM com RDS e texto de rádio
- Tomada de áudio de 3,5 mm
- Escritório rápido[7]
- Acelerómetro e sensor de proximidade
- Teclado virtual Swype
- Porta MicroUSB (carregamento e transferência de dados) e Bluetooth 2.1 estéreo
- Integração de SNS (serviço de redes sociais)
- Editor de imagem/vídeo
- Bússola